# Paromenia rufa
Paromenia rufa är en insektsart som beskrevs av Walker 1851. Paromenia rufa ingår i släktet Paromenia och familjen dvärgstritar. Inga underarter finns listade i Catalogue of Life.